# Cantón de Chalais
El cantón de Chalais era una división administrativa francesa, que estaba situada en el departamento de Charente y la región de Poitou-Charentes.

## Composición
El cantón estaba formado por trece comunas:
- Bardenac
- Bazac
- Brie-sous-Chalais
- Chalais
- Courlac
- Curac
- Médillac
- Montboyer
- Orival
- Rioux-Martin
- Saint-Avit
- Saint-Quentin-de-Chalais
- Yviers

## Supresión del cantón de Chalais
En aplicación del Decreto nº 2014-195 de 20 de febrero de 2014, el cantón de Chalais fue suprimido el 22 de marzo de 2015 y sus 13 comunas pasaron a formar parte del nuevo cantón de Tude y Lavalette.